# 波佛斯M1930山炮

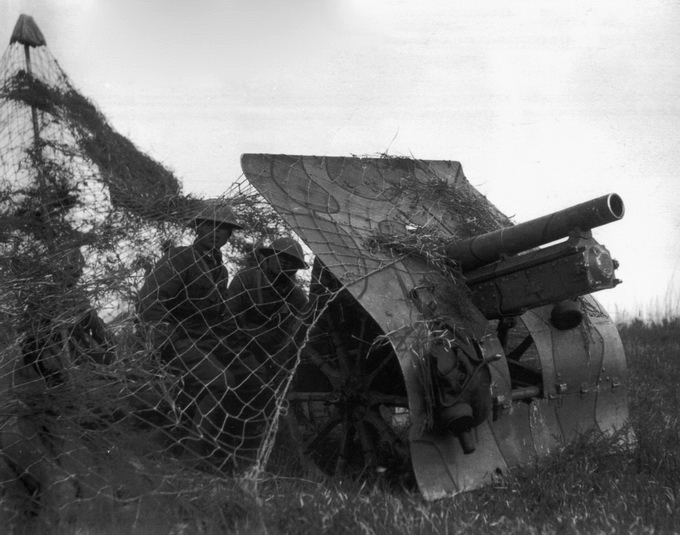
圖為1935年中國中央陸軍軍官學校炮兵科學生演習時使用「波佛斯M1930山炮」進行演訓

波佛斯M1930山炮（Bofors 75 mm Model 1930 ）是第一次世界大戰後德國克虜伯在瑞典成立的子公司波佛斯生產的火炮，其設計工程師是德國人因此也是德國火炮，而所謂山炮其實是可以拆開運送而且有較大仰角的火炮，波佛斯M1930山炮就是可以被拆開成8個部份再分別運送，也可以在合體狀態之下用兩匹戰馬拖行。

## 設計特點
波佛斯M1930山炮承繼了德國克虜伯廠精密機械的品質，其射擊精確而且分解組成容易，該炮有高低和方向制動裝置，當要移動位置時可以保持其原來的精確度不變，其炮架附有小制退鋤，當要在狹窄的地區展開炮轟時可卸取後架以行放列，而當要用戰馬拖行又可以把其向上收起以縮短其轉彎半徑，其車輪也有制動器以保證在上下坡時能穩定炮身。

## 中國戰場的實戰
中國國民政府在1932年(民國21年)在德國軍事顧問的建議之下陸續向瑞典購買波佛斯M1930山炮120門，隨同還有觀測和聯絡器材一起購入，因此波佛斯M1930山炮對國軍炮兵的現代化作用甚大，尤其在抗戰時期。
有取得砲彈生產授權，並引入砲彈生產機具。
本砲以騾馬挽曳或大部分解八部件馱負，由於中國騾馬體形較小，因此兵工署長俞大維指導下，改為大部分解十一部件。
1937年抗日戰爭爆發，國民政府決定在上海跟日軍開戰而展開淞滬會戰，配備波佛斯M1930山炮的獨立炮兵第1旅和第2旅參戰:
- 為進攻日租界的國軍第87師和第88師提供火力支援
- 炮轟駐上海日軍海軍陸戰隊司令部
- 炮轟在上海黃埔江上的日軍軍艦尤其曾打傷日本海軍第三艦隊旗艦出雲號裝甲巡洋艦的螺旋槳，令其停止作戰長達三日
- 炮轟日軍機場，此役對日軍在上海浦西地區一個由高爾夫球場改建的機場在50分鐘內傾瀉約800多發炮彈，炸毀日機5架傷7架並造成日軍嚴重傷亡

## 使用國家
- 阿根廷
- 比利时
- 巴西
- 保加利亚
- 納粹德國
- 荷蘭
- 巴拉圭
- 伊朗王國
- 中華民國
- 瑞典
- 瑞士
- 日本